# Държавно предприятие „Радиоактивни отпадъци“
Държавно предприятие „Радиоактивни отпадъци“ (ДП РАО) е българско държавно предприятие със седалище в София.
То е създадено на 8 юни 2004 година въз основа на Закона за безопасно използване на ядрената енергия, предвиждащ концентриране и обособяване на управлението на всички радиоактивни отпадъци в страната в един национален оператор.
ДП РАО включва четири специализирани поделения:
- „Радиоактивни отпадъци – Козлодуй“ – цех за преработка и склад за съхранение на радиоактивни отпадъци, генерирарни от АЕЦ „Козлодуй“; те са изградени през 1997 – 2000 година на площадката на централата и са прехвърлени от нея на ДП РАО през 2004 година
- „Постоянно хранилище за радиоактивни отпадъци – Нови хан“ – предназначено за радиоактивните отпадъци, генерирани извън АЕЦ „Козлодуй“ от медицински, промишлени или научни дейности; изградено е в края на 50-те години на XX век и е прехвърлено на ДП РАО от Института за ядрени изследвания и ядрена енергетика
- „Извеждане от експлоатация – Козлодуй“ – отговорно за извеждането от експлоатация стари блокове на АЕЦ „Козлодуй“, които са прехвърлени към ДП РАО през 2010 (1-ви и 2-ри блок) и 2012 година (3-ти и 4-ти блок)
- „Национално хранилище за радиоактивни отпадъци“ – изграждащо се от 2017 година в съседство с площадката на АЕЦ „Козлодуй“ ново съоръжение за дълготрайно съхранение на ниско- и среднорадиоактивни отпадъци, генерирани от АЕЦ „Козлодуй“